# Morti nel 1984/Marzo
| Questa pagina contiene informazioni ricavate automaticamente dalle voci biografiche con l'ausilio del template Bio e di un bot. L'aggiornamento è periodico e automatico e ricostruisce completamente la pagina. Se manca una persona in questa lista, sei pregato di non aggiungerla, ma accertati piuttosto che la sua voce biografica contenga il template Bio e che i dati anagrafici siano correttamente compilati. Se il template Bio manca, inseriscilo tu stesso o, in alternativa, metti l'avviso {{tmp\|Bio}} che ne segnala la mancanza. Se i dati riportati sono sbagliati, correggi direttamente la voce biografica; le modifiche saranno visibili in questa lista entro pochi giorni. Per chiarimenti vedi il progetto biografie. La lista contiene solo le 105 persone che sono citate nell'enciclopedia e per le quali è stato implementato correttamente il template Bio. Pagina aggiornata al 3 mar 2024. |

- 1º marzo - Jackie Coogan, attore statunitense (n. 1914)
- 1º marzo - Roland Culver, attore britannico (n. 1900)
- 1º marzo - Martin Groß, militare tedesco (n. 1911)
- 1º marzo - Ohannés Gurekian, ingegnere e alpinista italiano (n. 1902)
- 1º marzo - Giuseppe Parodi, calciatore italiano (n. 1892)
- 1º marzo - Pál Teleki, calciatore e allenatore di calcio rumeno (n. 1906)
- 1º marzo - Peter Walker, pilota automobilistico inglese (n. 1912)
- 2 marzo - Anders Haugen, sciatore nordico statunitense (n. 1888)
- 2 marzo - Edda Soligo, attrice italiana (n. 1905)
- 2 marzo - Ganna Walska, cantante lirica polacca (n. 1887)
- 2 marzo - Yola d'Avril, attrice francese (n. 1907)
- 2 marzo - Arvid Östman, lottatore svedese (n. 1902)
- 3 marzo - Thubten Yeshe, monaco buddhista tibetano (n. 1935)
- 4 marzo - Jewel Carmen, attrice statunitense (n. 1897)
- 4 marzo - Vittorio Metz, scrittore, umorista e sceneggiatore italiano (n. 1904)
- 4 marzo - Annabella Rossi, antropologa e fotografa italiana (n. 1933)
- 4 marzo - Mario Tosi, docente e latinista italiano
- 5 marzo - Alfredo Alfani, politico italiano (n. 1938)
- 5 marzo - Piercarlo Beretta, imprenditore e dirigente sportivo italiano (n. 1908)
- 5 marzo - Arthur Bernard, calciatore lussemburghese (n. 1915)
- 5 marzo - Tito Gobbi, baritono, attore e regista italiano (n. 1913)
- 5 marzo - Just Göbel, calciatore olandese (n. 1891)
- 5 marzo - William Powell, attore statunitense (n. 1892)
- 6 marzo - Pierre Cochereau, organista, insegnante e compositore francese (n. 1924)
- 6 marzo - Billy Collins Jr., pugile statunitense (n. 1961)
- 6 marzo - Renato Jacopini, antifascista e partigiano italiano (n. 1904)
- 6 marzo - Martin Niemöller, teologo e pastore protestante tedesco (n. 1892)
- 6 marzo - Henry Wilcoxon, attore dominicense (n. 1905)
- 7 marzo - Domenico Acerbi, aviatore e religioso italiano (n. 1900)
- 7 marzo - Miloš Beleslin, calciatore jugoslavo (n. 1901)
- 7 marzo - Paul Rotha, regista inglese (n. 1907)
- 9 marzo - Imogen Holst, compositrice, arrangiatrice e direttrice di coro britannica (n. 1907)
- 9 marzo - Kim Il, politico nordcoreano (n. 1910)
- 9 marzo - Arnold Martignoni, hockeista su ghiaccio svizzero (n. 1901)
- 9 marzo - Massimo Valentini, giornalista italiano (n. 1929)
- 9 marzo - Hannah Weinstein, giornalista e produttrice televisiva statunitense (n. 1911)
- 10 marzo - June Marlowe, attrice statunitense (n. 1903)
- 10 marzo - Tsuda Itsuo, filosofo giapponese (n. 1914)
- 11 marzo - Pietro Bassi, fisico italiano (n. 1922)
- 11 marzo - Raymond Mastrotto, ciclista su strada francese (n. 1934)
- 11 marzo - Kostas Roukounas, cantante greco (n. 1903)
- 12 marzo - Joseph-Paul Strebler, missionario e arcivescovo cattolico francese (n. 1892)
- 13 marzo - Jorge Andrade, drammaturgo, sceneggiatore e autore televisivo brasiliano (n. 1922)
- 13 marzo - Luigi Figini, architetto italiano (n. 1903)
- 13 marzo - François Le Lionnais, ingegnere, matematico e scrittore francese (n. 1901)
- 13 marzo - Luis Lucia, regista e sceneggiatore spagnolo (n. 1914)
- 13 marzo - Aurelio Peccei, imprenditore italiano (n. 1908)
- 14 marzo - Franco Gaeta, storico italiano (n. 1926)
- 14 marzo - Hovhannes Shiraz, poeta armeno (n. 1914)
- 15 marzo - Ken Carpenter, discobolo statunitense (n. 1913)
- 15 marzo - Pēteris Lauks, calciatore lettone (n. 1902)
- 15 marzo - Giorgio Venturini, produttore cinematografico, regista e sceneggiatore italiano (n. 1906)
- 16 marzo - Ennio Battelli, imprenditore e militare italiano (n. 1919)
- 16 marzo - Priamo Leonardi, ammiraglio italiano (n. 1888)
- 16 marzo - Enrico Quaranta, politico italiano (n. 1928)
- 17 marzo - Ethelind Terry, attrice e cantante statunitense (n. 1899)
- 18 marzo - Rubye De Remer, ballerina e attrice statunitense (n. 1892)
- 18 marzo - Paul Francis Webster, paroliere statunitense (n. 1907)
- 19 marzo - Richard Bellman, matematico statunitense (n. 1920)
- 19 marzo - Garry Winogrand, fotografo statunitense (n. 1928)
- 20 marzo - Stan Coveleski, giocatore di baseball statunitense (n. 1889)
- 20 marzo - Jean De Clercq, calciatore e allenatore di calcio belga (n. 1905)
- 20 marzo - Silvio Hernández, cestista messicano (n. 1908)
- 20 marzo - Ed Peterson, cestista statunitense (n. 1924)
- 20 marzo - Egidio Tosato, politico e giurista italiano (n. 1902)
- 20 marzo - Dario Valori, giornalista e politico italiano (n. 1925)
- 21 marzo - Alberto Albani Barbieri, sceneggiatore, giornalista e critico cinematografico italiano (n. 1907)
- 21 marzo - August Frank, funzionario tedesco (n. 1898)
- 21 marzo - Sam Leavitt, direttore della fotografia statunitense (n. 1904)
- 21 marzo - Carlo Lombardi, attore italiano (n. 1900)
- 21 marzo - André Losay, scrittore e compositore francese (n. 1913)
- 22 marzo - John Marley, attore statunitense (n. 1907)
- 22 marzo - Ezio Morselli, calciatore italiano (n. 1907)
- 22 marzo - Josef Müller, calciatore tedesco (n. 1893)
- 23 marzo - Shauna Grant, attrice pornografica statunitense (n. 1963)
- 23 marzo - Peter Kolosimo, scrittore e giornalista italiano (n. 1922)
- 23 marzo - Jean Prouvé, architetto e designer francese (n. 1901)
- 24 marzo - Lilla Brignone, attrice e doppiatrice italiana (n. 1913)
- 24 marzo - Manuel Fleitas Solich, allenatore di calcio e calciatore paraguaiano (n. 1900)
- 24 marzo - Sam Jaffe, attore statunitense (n. 1891)
- 25 marzo - Robert Mandrou, storico francese (n. 1921)
- 25 marzo - Martin Stokken, fondista norvegese (n. 1923)
- 26 marzo - Egisto Betti, calciatore italiano (n. 1910)
- 26 marzo - Branko Ćopić, scrittore jugoslavo (n. 1915)
- 26 marzo - Biagio D'Agostino, vescovo cattolico italiano (n. 1896)
- 26 marzo - Sergio Osmeña Jr., politico filippino (n. 1916)
- 26 marzo - Ahmed Sékou Touré, politico guineano (n. 1922)
- 26 marzo - Octávio Trompowsky, scacchista brasiliano (n. 1897)
- 27 marzo - Jack Donohue, regista, produttore televisivo e attore statunitense (n. 1908)
- 27 marzo - Colin French, pallanuotista australiano (n. 1916)
- 27 marzo - Myles Turner,  tanzaniano (n. 1921)
- 28 marzo - Antonio Crast, attore italiano (n. 1911)
- 28 marzo - Carmen Dragon, compositore statunitense (n. 1914)
- 28 marzo - Michael Keeping, calciatore e allenatore di calcio inglese (n. 1902)
- 28 marzo - Comins Mansfield, compositore di scacchi inglese (n. 1896)
- 28 marzo - Ben Washam, animatore e regista statunitense (n. 1915)
- 29 marzo - Benedetto Mazzacurati, violoncellista e compositore italiano (n. 1898)
- 30 marzo - Luigi Barzini, giornalista e politico italiano (n. 1908)
- 30 marzo - Gaëtan Dugas,  canadese (n. 1953)
- 30 marzo - Hollis Frampton, regista e attore statunitense (n. 1936)
- 30 marzo - John O'Boyle, cestista e allenatore di pallacanestro statunitense (n. 1928)
- 30 marzo - Karl Rahner, gesuita e teologo tedesco (n. 1904)
- 31 marzo - Manuel Arce, cestista peruviano (n. 1909)
- 31 marzo - Gennaro De Matteis, militare e ingegnere italiano (n. 1894)
- 31 marzo - Constance Jeans, nuotatrice britannica (n. 1899)